# Čajovec

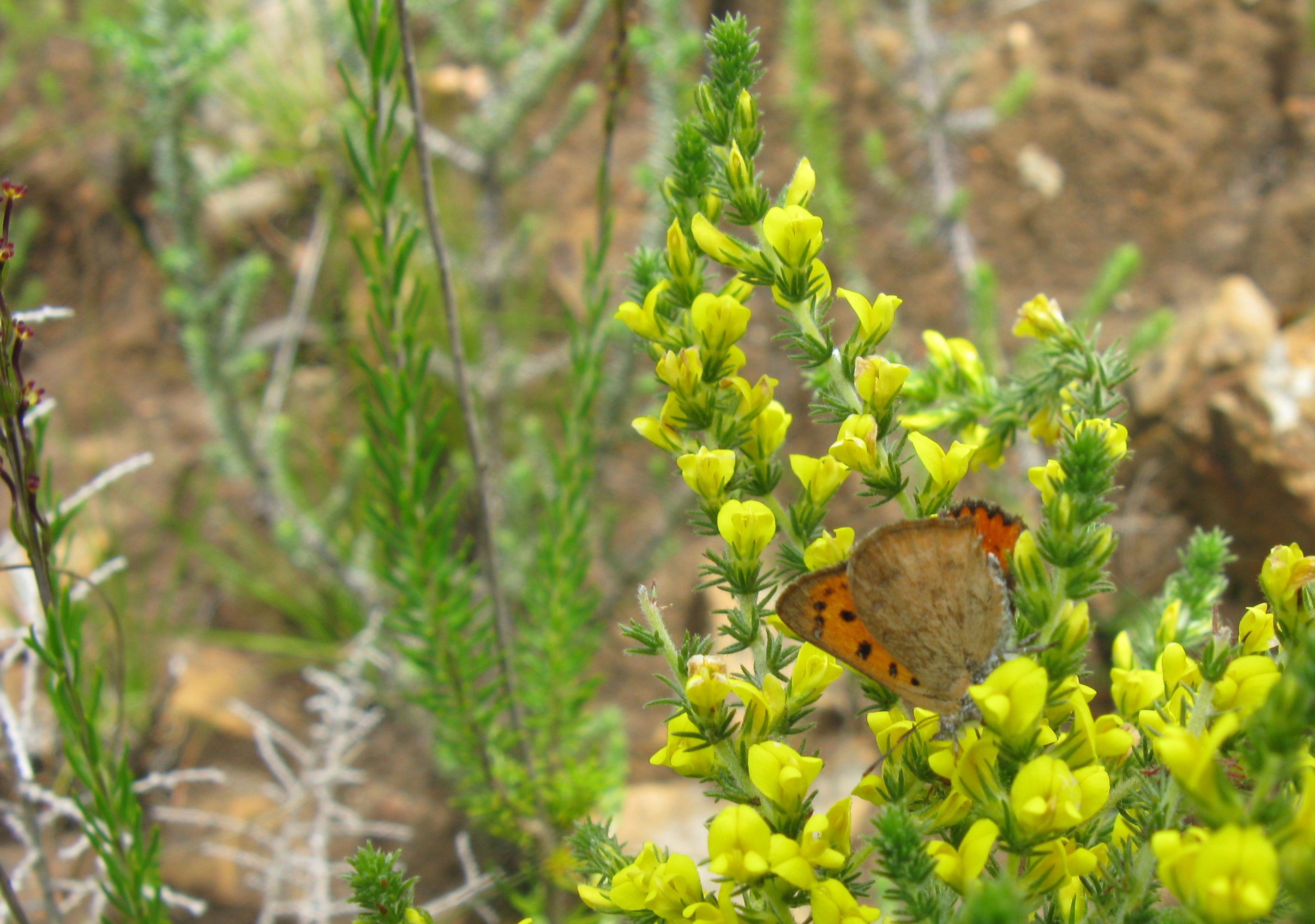
Motýl na květech čajovce Aspalathus ericifolius

Čajovec (Aspalathus), česky též čajovníkovec, je rod rostlin z čeledi bobovité. Jsou to suchomilné keře s trojčetnými listy a obvykle se žlutými květy rostoucí v počtu asi 240 druhů výhradně v Jižní Africe. Čajovec kapský poskytuje nápoj známý jako rooibos.

## Popis
Čajovce jsou poléhavé nebo vzpřímené keříky a keře dorůstající výšky až 2 metry. Většinou jsou to suchomilné rostliny, často jsou dužnaté, ostnité nebo chlupaté. Listy jsou trojčetné, přisedlé, často nahloučené na krátkých hrbolcích, složené z přisedlých, plochých, dužnatých nebo jehlicovitých lístků, řidčeji jednolisté. Palisty chybějí. Květy jsou žluté, výjimečně bílé, červené nebo purpurové, nahloučené ve vrcholových hroznech či klasech nebo jednotlivé či po několika v úžlabí listů. Kalich je zvonkovitý, zakončený pěti laloky z nichž horní dva jsou kratší a širší. Pavéza bývá okrouhlá a krátce nehetnatá, křídla podlouhlá nebo srpovitá, člunek tupý, zahnutý. Tyčinky jsou jednobratré. Semeník je obvykle krátce stopkatý, chlupatý nebo lysý, se dvěma až několika vajíčky a zahnutou čárkovitou čnělkou nesoucí drobnou hlavatou bliznu. Lusky jsou vejcovité nebo kopinaté, špičaté nebo tupé, ploché nebo s okrouhlým průřezem. Obsahují jedno až několik semen.

## Rozšíření
Rod čajovec zahrnuje asi 240 až 280 druhů, které se všechny vyskytují pouze v Jihoafrické republice. Centrum druhové diverzity je v jihozápadním Kapsku. Pouze 6 druhů čajovce přesahuje hranice Kapska a rostou i v jihoafrické provincii KwaZulu-Natal.
Většina druhů roste v horách a mají specifické nároky na půdu. Nejvíce druhů vyhledává písčité půdy, některé však rostou na zasolených půdách mořského pobřeží, vápencových výchozech nebo jílovitých půdách vznikajících větráním břidlic.

## Ekologie
Čajovce kvetou většinou jedenkrát do roka, nejčastěji v období od září do prosince. Rostliny jsou přizpůsobeny periodickým požárům, po kterých buď znovu obrážejí nebo přežívají pomocí semen. Semena čajovce kapského mohou být v půdě i 6 let a po požáru vyklíčí.

## Zástupci
- čajovec kapský (Aspalathus linearis)

## Význam
Suché listy mnohých druhů čajovce jsou místně používány jako náhrada čaje. Do Evropy se dováží tzv. rooibos, sušené listy čajovce kapského, a slouží k přípravě stejnojmenného nápoje.
Některé druhy čajovce jsou atraktivní, přesto mezi zahradní rostliny nepronikly. Množení semeny nebo řízky je obtížné a rostliny mají specifické nároky na stanoviště.

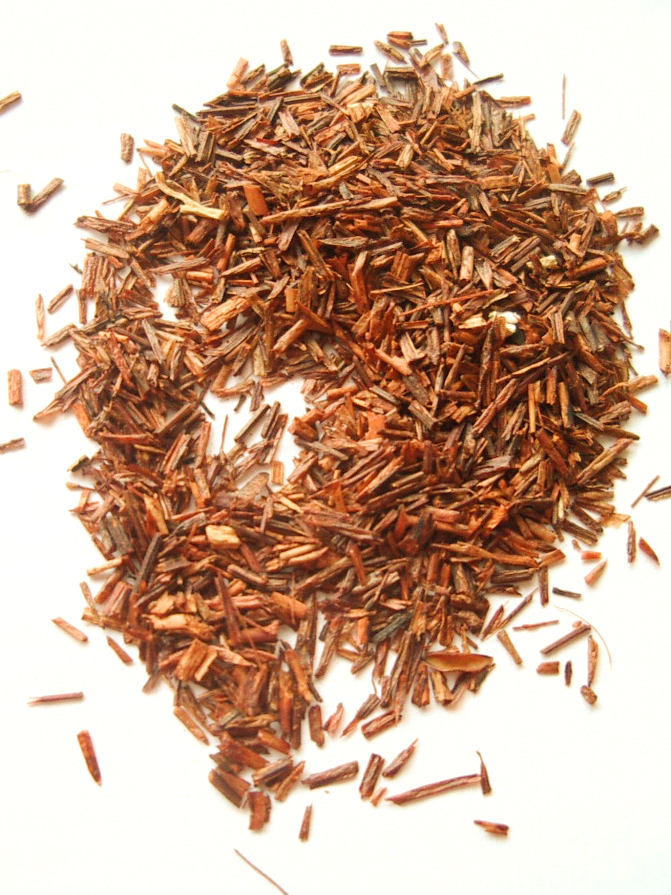
Suchý rooibos
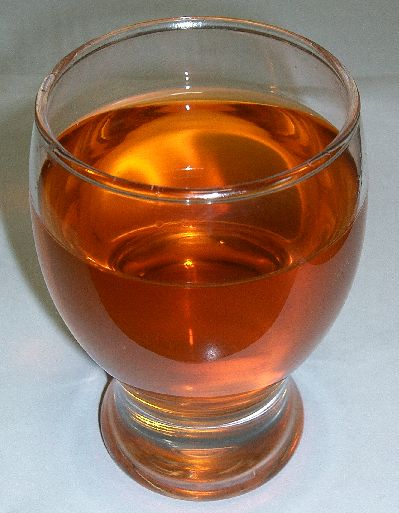
Sklenka nápoje rooibos